# Уманець Юрій Іванович
Юрій Іванович Уманець (нар. 6 червня 1936, радгосп імені Яковлєва, тепер Курської області, Російська Федерація) — український діяч, стропальник Херсонського суднобудівного заводу. Народний депутат України 1-го скликання.

## Біографія
Народився у родині робітника. Освіта середня.
У 1952—1956 роках — учень слюсаря, слюсар цеху № 9 Херсонського суднобудівного заводу.
У 1956—1958 роках — служба в Радянській армії.
З 1958 року — слюсар, свердлувальник, кранівник, стропальник Херсонського суднобудівного заводу (виробничого об'єднання імені 60-річчя ВЛКСМ).
Член КПРС з 1966 по 1991 рік.
18.03.1990 року обраний народним депутатом України, 2-й тур 43,94 % голосів, 11 претендентів. Входив до групи «Злагода-Центр». Член Комісії ВР України з питань державного суверенітету, міжреспубліканських і міжнаціональних відносин.
Потім — на пенсії.